# Першунски покољ
Першунски покољ или Першунов покољ је назив за покољ који је спровела војска Доминиканске Републике над Хаићанима. Одиграо се у октобру 1937. године, за време владавине диктатора Трухиља. 
Због пренасељености Хаитија и сиромаштва, становници ове државе (црнци) прелазили су границу и насељавали погранична подручја Доминиканске Републике, где су их сматрали крадљивцима усева и стоке. Рафаел Леонидас Трухиљо, вишедеценијски доминикански председник и диктатор познат по расизму, обећао је да ће решити ово питање. Својим војницима је дао инструкције да сваком црнцу уз границу покажу листове першуна и питају: „Шта је ово?” На шпанском језику је назив за першун „перехил” (perejil). Пошто Хаићани причају француски, нису могли да изговоре нормално вибрантно, већ ресично „р“. По томе се одмах знало да су Хаићани, а не локални црнци. Убијани су ватреним оружјем и мачетама између 2. и 8. октобра. Процењује се да их је побијено око 20.000.
Трухиљо је одбацивао одговорност и тврдио да су за то починили локални цивили. Амерички и Хаићански председник (Френклин Делано Рузвелт и Стенио Винсент) тражили су одштету, која је делимично исплаћена, али главнину овог новца је уместо породица жртава, узела корумпирана власт у Хаитију.